# حديقة جبران خليل جبران
حديقة جبران خليل جبران، هي إحدى الحدائق العامة في العاصمة اللبنانية. تقع في الوسط التجاري لمدينة بيروت قبالة مقر الأمم المتحدة، وقد استحدثتها شركة اعمار الوسط وتأهيله «سوليدير». أنشأت في العام 2001، وذلك تكريما للأديب جبران خليل جبران، في الذكرى السبعين لوفاته بداء السل، وتحوي الحديقة نصبا تذكاريا للراحل هو عبارة عن منحوتة نصفية لشخصه. كما تحوي مساحات خضراء على شكل مروج، مع الأشجار حول نافورة ماء. بالإضافة إلى منصة وستة مسلات و26 مقعدا للجلوس.